# Nevin Galmarini
Nevin Galmarini (n. 4 decembrie 1986, St. Gallen, Cantonul St. Gallen, Elveția) este un sportiv ce a reprezentat Elveția, medaliat olimpic. A participat la 2 ediții ale Jocurilor Olimpice (2010, 2014) în care a câștigat o medalie de argint.